# Isla Segula
La isla Segula es una isla perteneciente al archipiélago de las islas Rata, en el grupo de las islas Aleutianas, en Alaska, EE. UU. La isla consiste en un volcán activo, formado en el Holoceno, que se eleva hasta los 1.160 m.
- Datos: Q1673626
- Multimedia: Segula Island / Q1673626